# هيو العظيم
هيو العظيم/الكبير (898 - 16 يونيو 956) هو دوق الفرنجة وكونت باريس، هو ابن روبير الأول ملك فرنسا، وأيضا هو والد أوغو كابيه لاحقاً ملك فرنسا بعد وفاة لويس الخامس ومؤسس سلالة الكابيتيون العريقة، وأما والدته هي بياتريس ابنة هربرت الأول، كونت فرماندوا هو سليل شارلمان أحد أعظم ملوك الفرنجة.

## السيرة الذاتية
في 922 انتخب البارونات الفرنجة الغربية والده روبرت الأول ملكاً بعد ثورة ضد الملك الكارولنجي شارل البسيط (الذي فر من مملكته بعد هزيمته)، ومع وفاته في 923 بمعركة سواسون، رفض هيو التاج وبعد أصبح صهره رودولف ملكاً، قام شارل بطلب المساعدة من ابن عمه هربرت الثاني، كونت فرماندوا فبدلا من مساعدته قام بزجه في السجن، واستخدمه كذريعة لتحقيق طموحاته، وذلك بالتهديد بإطلاق سراحه حتى توفى في 929، ومنذ ذلك الحين كان عليه الكفاح مع رودولف وهيو، حتى تم اتفاق بينهم في 935.
ومع وفاة رودلف في عام 936 كان بحوزة هيو الأراضي بين لورا والسين المقابلة نيوستريا القديمة؛ وأيضا لديه بعض الأراضي في أنجو ولكنها قليلة، وأيضا الأراضي التي تنازل عنها لـ نورمان في 911، وأيضا قام بدوراً هاماً في جلب لويس الرابع خليفة شارل الثالث من مملكة إنجلترا في 936، وفي 937 تزوج من هيدفيغ الساكسونية ابنة هاينريش الصياد ملك ألمانيا، ولكن سرعان ما اختلف مع لويس الرابع.
في عام 938 قام لويس الرابع بمهاجمة الأراضي والحصن التي يمتلكها أفراد عائلته، وأيضا الأراضي التي أخذها من هربرت الثاني، كونت فرماندوا، وفي 939 هاجم لويس الرابع هيو وويليام الأول، كونت روان بعد ذلك تم التوصل على هدنة استمرت حتى يونيو، وفي عام نفسه قام هيو بتحالف مع هربرت الثاني وأرنولف الأول، كونت فلاندرز والكونت ويليام بدعم من الإمبراطور أوتو الأول الذي أيدهم في كفاحهم ضد لويس الرابع، تمكن النورمان من أسر لويس في 945 تم المقايضة به بـ الدوق الشاب ريتشارد، وافق هيو على اطلاق سراح لويس شريطة أن يستسلم قلعة لاون، وفي 948 قام الأساقفة الذين كانوا ألماناً في مجمع إنغلهايم الكنسي بـ حرمان هيو كنسياً، ومع ذلك كان رده هو الهجوم على سواسون ريمس، وأيضا تكرر حرمانه في مجمع ترير، أخيراً أرضخ هيو بالصلح مع لويس الرابع والكنيسة وصهره أوتو العظيم.
ومع وفاة لويس الرابع كان هيو أول من اعترف بـ لوثير خليفة له، وبتدخل من الملكة غيربيرغا التي كان لها دور أساسي في تتويجه، ومن خلال هذا الاعتراف استطاع هيو الاحتفاظ بأراضيه في دوقية برغونيا وآكيتاين، وفي نفس العام تم اعترف بـ جيسلبرت كـ دوق برغونيا بحيث قام خطب ابنته لابن هيو الأصغر أودو-هنري، وفي 16 يونيو 956 توفي هيو في دوردان. 

## الأبناء
تزوج هيو ثلاث مرات:-
- زوجته الأولى هي جوديث من ماين تزوجها في 922،[1] هي ابنة روجر الأول كونت ماين، ليس لديهم أبناء.
- زوجته الثانية هي إدهيلد من إنجلترا ابنة إدوارد الكبير، ملك أنجلو ساكسون، وشقيقة أثيلستان،[1] تزوجها في 926 توفيت في 938، ليس لديهم أبناء.[1]
- زوجته الثالثة والأخيرة هيدفيغ ابنة هاينريتش الصياد دوق ساكسونيا؛ وانجبت له:-

1. بياتريس، تزوجت من فريدريك الأول دوق لورين العليا.[16][1]
2. أوغو كابيه، [17] ملك الفرنجة.
3. إيما (حوالي 943 - بعد 968) تزوجت من ريتشارد الأول دوق نورماندي.[17]
4. أوتو، دوق برغونية (944 - 965).[15]
5. أودو-هنري الأول، دوق برغونية (توفي 1002).[15]